# Rothenseehof
Der Rothenseehof ist ein Gutshof in der Gemeinde Neudorf im Weinviertel in Niederösterreich.

## Geografie
Die westlich von Wildendürnbach und nordwestlich von Neudorf im Weinviertel liegende Ortslage bildet zugleich eine Ortschaft, innerhalb der sich der Weiler Rothensee befindet. Diese umfasst den Gutshof mit allen Nebengebäuden.

## Geschichte
Am Rothenseehof führte früher die Bahnstrecke Novosedly–Zellerndorf vorbei, die hier auch eine Station hatte, die aber nur als Ladestelle mit einem Ladegleis, einer Wartehalle und einem Wächterhaus ausgeführt war. Die Trasse ist noch gut erkennbar und wird heute als Radweg genutzt. Der Sage nach soll sich der Name des Hofes von einer Schlacht im 12. Jahrhundert herleiten, bei der die Tümpel und Sümpfe vor Blut rot gefärbt waren. Der Gutshof selbst wird auch heute noch landwirtschaftlich genutzt. Im Innenhof des Gutes befindet sich ein im Achteck gemauerter, 16 Meter hoher Taubenschlag, der möglicherweise der höchste im deutschsprachigen Raum ist.